# Lambart von Essen
Lambart Hans Reinhold von Essen, född 26 april 1920 i Svea artilleriregementes församling, Stockholms stad, död 27 juli 2000 i Ludgo-Spelviks församling, Södermanlands län, var en svensk friherre och jägmästare. 
Efter studentexamen 1940 utexaminerades von Essen från Skogshögskolan 1947. Han blev jägmästare vid Mo och Domsjö AB 1947 samt var föreståndare för Svenska Jägareförbundets jaktvårdsskola Öster Malma från 1950 och biträdande jägmästare i Nyköpings revir. Han blev reservofficer i artilleriet 1943 och var kapten i Svea artilleriregementes reserv. Han var medarbetare i olika bokverk om jakt och viltvård. Han var bland annat med och startade det svenska Projekt Fjällgås i slutet av 1970-talet och promoverades till skoglig hedersdoktor 1981 för sina insatser för att bevara en rik fauna i den svenska skogen.
Han var son till Carl-Reinhold von Essen och Violett von Essen, född Hamilton, samt bror till Carl-Henric von Essen.